# Герб Тюрингії
Земельний герб Тюрингії — символ німецької федеральної землі Тюрингія. На гербі у блакитному щиті барвистий лев Людовінгів, посмугований на сім частин червоним і срібним кольором, озброєний золотом, увінчаний золотою короною та супроводжений вісьмома срібними зірками.
Герб Тюрингії дуже схожий на герб Гессену. Гессенський лев також стоїть у синьому полі, але посмугований дев'ять разів сріблом і червоним кольором і озброєний золотом. Він некоронований і відсутні зірки. На відміну від герба Тюрингії, герб увінчаний так званою народною короною.

## Історія герба

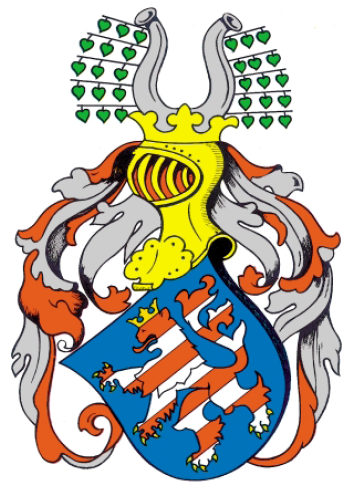
Повний герб ландграфа Альбрехта з Веттіна близько 1265 року

Найстарішим кольоровим зображенням оригінального тюринзького герба є герб ландграфа Конрада Тюринзького з XIII століття. Війна за Тюринзько-Гессенську спадщину у 1264/65 рр. дала Гессену політичну незалежність, і відтоді на гербі Гессена був барвистий лев (зворотні смуги: срібно-червоні).

### Герб 1933—1945 років

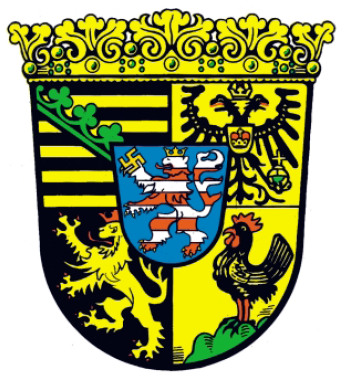
Герб Тюрингії 1933—1945

Державний герб землі Тюрингія був затверджений 7 квітня 1921 року. На ньому зображено сім срібних зірок на червоному тлі. Сім зірок представляють сім земель Саксен-Веймар-Айзенах, Саксен-Майнінген, Саксен-Гота, Саксен-Альтенбург, Фольксштат Ройс, Шварцбург-Зондерсхаузен і Шварцбург-Рудольштадт, з яких країна була утворена 1 травня 1920 року.

### Герб з 1945 по 1952 рік

Герб Тюрингії 1945—1952

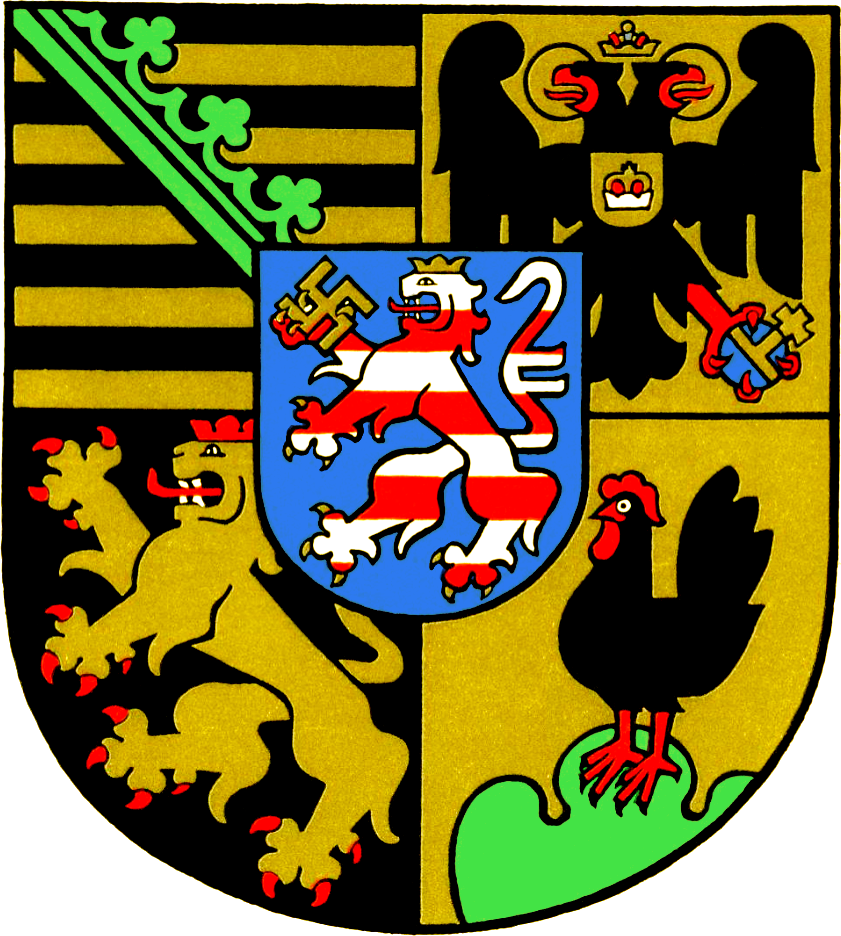
Версія герба без корони

У 1933 році націонал-соціалістичний державний уряд запровадив для землі інший герб, оскільки націонал-соціалістів турбували зірки, які нагадували зірки Давида. Земельний герб, спроєктований націонал-соціалістами, показував гессенського лева посередині (символ ландграфів Тюрингії) зі свастикою в правій лапі, у верхній частині саксонський діамантовий вінок (символ ернестинських областей) і шварцбурзького орла. Нижче були реусський лев і курка Геннеберга. Структура і зміст герба тісно ґрунтувалися на гербі Саксен-Кобург-Готського герцогства і використовувалися з 1933 по 1945 рік. Як малий державний герб влада використовувала лише серцевий щит. Герб був розроблений альтенбурзьким художником Ернстом Мюллером-Грефе. Через свою символічність його також називали «Тюринзьким зоопарком».

### Герб з 1921 по 1933 рік

Герб Тюрингії 1921—1933 рр.

У липні 1945 року Тюрингія отримала свій третій земельний герб — золотого лева на червоному тлі в супроводі восьми срібних зірок. Новододана зірка символізувала ті райони прусської Тюрингії — адміністративного округу Ерфурт, який у 1944 році був виділений із провінції Саксонія, включно з районом Рейху Шмалькальден, який відтоді був її частиною — які були інтегровані в країну в літо 1945 року. У НДР державний герб Тюрингії було скасовано 1952 року.

### Чинний герб
У 1991 році опис сучасного герба Тюрингії було виведено з історичної основи, він є частиною «Закону про державні герби землі Тюрингія від 30 січня 1991 року». Восьма зірка позначає колишню прусську та колишню частково гессенську територію, що належить до Вільної держави Тюрингія (включаючи Артерн, Ерфурт, Мюльгаузен, Нордгаузен, Шмалькальден і Зуль). Ескіз герба — проєкт тюринзького графіка Лотара Фройнда 1992 року.

## Громадський символ

Герб Тюрингії для всіх

Оскільки оригінальна версія герба може використовуватися лише державними установами, модифікована версія була розроблена як емблема для громадськості, яка хоче показати свою солідарність з Тюрингією.

## Див. також

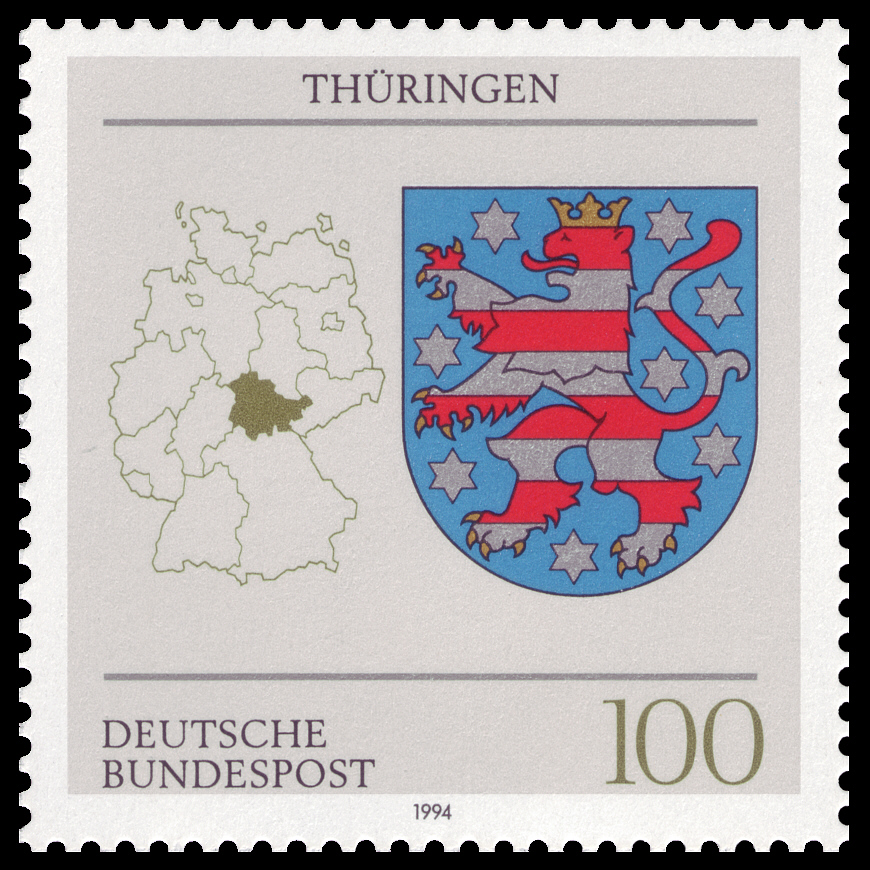
Поштова марка 1994 року із серії: Герби земель Федеративної Республіки Німеччина

## Галерея гербів

Барвистий лев Тюрингії
Земмерда
Унструт-Гайніх
Вартбург
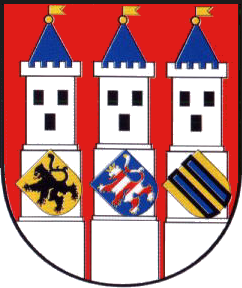
Бад-Лангензальца
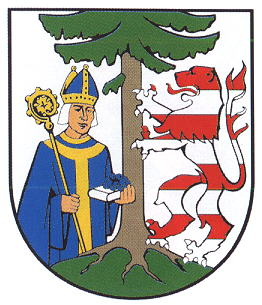
Бад-Теннштедт
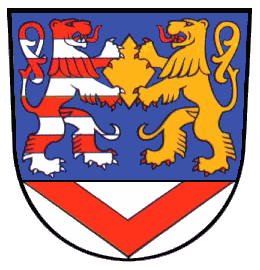
Штайнталебен
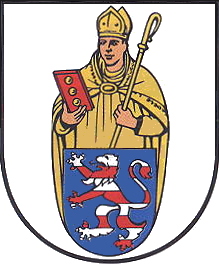
Буттельштедт
Ваймарер-Ланд

## Вебпосилання
- Історія герба Тюрингії В: thueringer-landtag.de
- Steffen Raßloff: Графічний шаблон державного герба передано в Ерфуртський міський музей. У: Thüringer Allgemeine. 7 серпня 2012 року